# Marengo inornata
Marengo inornata är en spindelart som först beskrevs av Simon 1900.  Marengo inornata ingår i släktet Marengo och familjen hoppspindlar. Inga underarter finns listade i Catalogue of Life.